# برونا كارفاليو
برونا كارفاليو (بالبرتغالية: Bruna Carvalho‏) هي ممثلة برازيلية، ولدت في 16 أبريل 2000.

## وصلات خارجية
- برونا كارفاليو على موقع IMDb (الإنجليزية)
- برونا كارفاليو على موقع قاعدة بيانات الفيلم (الإنجليزية)